# 宮崎羽衣
宮崎 羽衣（みやざき うい、1981年8月23日 - ）は、日本の女性声優、歌手。81プロデュース所属。

## 経歴
東京都出身。声優以外で少女時代に憧れていた職業は歌手と保母だったという。子供の頃から朗読が好きで、図書館から借りてきた絵本を朗読して、オリジナルテープを作ったりしていた。小学校時代の国語の教師に影響を受けており、授業中の朗読の時間での教師の朗読が素晴らしく「感情豊かに読めば、ここまで人に感動を与えられるんだ」と考えていたという。
その後、スタジオジブリ作品、『魔法騎士レイアース』といったアニメに影響を受けて、職業としての声優を意識するようになった。
当時は歌うことも好きで、歌手にもなろうとしており、「私の夢を叶えられる仕事って何だろう？」と考えていた時に演技、歌、踊りなどマルチな活動ができる声優に思い至って「私のやりたいのはこれだ！」と思い、養成所に通っていた。日本ナレーション演技研究所卒業後、RPEと総合学園ヒューマンアカデミーに通う。テレビアニメ『まじかるカナン』でデビュー、テレビアニメ『D.C.S.S. 〜ダ・カーポ セカンドシーズン〜』のアイシア役で人気を博す。公式ファンクラブは「UI LOVE YOU」（2008年1月27日に発足）。公式ファンクラブ名「UI LOVE YOU」は、3rdシングル『まもらせて…』のカップリング曲「WE LOVE YOU」に由来する。
2005年から2008年にかけて、声優ユニット「クローバー」として、音楽活動やイベント出演などの活動を展開していた。
2013年3月31日、ラムズを離れ、3ヶ月のフリー期間を経て同年7月1日より81プロデュース所属となる。
2022年6月17日にブログを更新し、ツイッターアカウントを削除することを報告した、理由は「ファンの枠を越えた迷惑行為」。

## 人物
中学生のとき、『魔法騎士レイアース』の主人公・獅堂光に憧れて、1年間だけ剣道部に所属していた。
趣味・特技は、特に幼い頃から現在に至るまで続けている「ピアノを弾くこと」。ロック好きであり、X JAPANのファン。特に今は亡きhideのファンで、hideモデルのレプリカギターを所有している（ただし、ファンになったのはhideが亡くなった直後である）。
座右の銘は「信じるものは救われる」。

### 交友関係
『すもももももも〜地上最強のヨメ〜』で共演した鹿野優以とは、同世代であることも手伝ってすぐに意気投合し、公私共に仲良くしている。（『宮崎羽衣のうぃ・らぶ・いっと!』より）『ネットゴーストPIPOPA』で共演した高垣彩陽と仲が良く、服もペアルックで着るなど仲の良い様子をブログでコメントしている。
当時同じ事務所に所属していた斎藤桃子とは、公式ユニット「クローバー」だけでなく、非公式の漫才ユニット「羽桃ふとん」を結成している。

## 出演
太字はメインキャラクター。

### テレビアニメ
2005年
- まじかるカナン（小嶋絵美 / セプティム）
- IZUMO -猛き剣の閃記-（朱雀）
- D.C.S.S. 〜ダ・カーポ セカンドシーズン〜（アイシア）

2006年
- Gift〜eternal rainbow〜（木之坂霧乃）
- Strawberry Panic（夏目檸檬）
- すもももももも〜地上最強のヨメ〜（巳屋本いろは）
- 姫様ご用心（ナーナ）
- RAY THE ANIMATION（アカリボン）

2007年
- かみちゃまかりん（和佐）
- ナイトウィザード The ANIMATION（志宝エリス）
- MASTER of EPIC The AnimationAge（ワラゲッチャー・ブラック）

2008年
- attacked kuma3（kumaグリーン）
- カオス;ヘッド -CHAOS;HEAD-（西條七海）
- かのこん（高菜キリコ）
- ネットゴーストPIPOPA（サヤカ・エレンコワ）
- まかでみ・WAっしょい!（羽瀬川鈴穂〈鈴果〉、ガブリエル）
- 我が家のお稲荷さま。（猫女）

2009年
- ファイト一発! 充電ちゃん!!（近江はこね）

2010年
- 食パンミミー（ハミィ）

2011年
- ソッキーズ フロンティアクエスト（ソッキー）

2013年
- D.C.III 〜ダ・カーポIII〜（芳乃シャルル）
- デュエル・マスターズ ビクトリーV3（水道橋彩）
- プリティーリズム・レインボーライブ（エーデルローズ候補生、研究生）

2017年
- CHAOS;CHILD（西條七海）

### OVA
- アルトネリコ 世界の終わりで詩い続ける少女（2006年、オリカ・ネストミール）
- 絶対衝激 〜PLATONIC HEART〜 Battle 4「静かに、澱のように」（2009年、広石倫）[注 2]
- かのこん〜真夏の大謝肉祭〜（2009年、高菜キリコ）
- 食パンミミー 焼きたて編（2011年、ハミィ[17]）
- にじいろ☆プリズムガール 第2話 ふたりの天才（2013年、通行人）※『ちゃお』2013年11月号付録

### ゲーム
2005年
- 状況開始っ!（長曽祢鈴莉）
- ショコラ 〜maid cafe "curio"〜（結城すず）
- D.C. Four Seasons 〜ダ・カーポ〜 フォーシーズンズ（謎の少女）

2006年
- アルトネリコ 世界の終わりで詩い続ける少女（オリカ・ネストミール、ハマ、ミュール）
- Gift -prism-（木之坂霧乃）
- Strawberry Panic! GIRLS' SCHOOL IN FULLBLOOM（夏目檸檬）
- ふぁいなりすと（沢良木珠萌）
- パルフェ -Chocolat Second Style-（風美由飛）

2007年
- アルトネリコ2 世界に響く少女たちの創造詩（ジャクリ、オリカ・ネストミール）
- すもももももも〜地上最強のヨメ〜 継承しましょ!? 恋の花ムコ争奪戦!!（巳屋本いろは）
- マナケミア 〜学園の錬金術士たち〜（アンナ・レムリ）

2008年
- CHAOS;HEAD シリーズ（2008年 - 2010年、西條七海）- 3作品
- クリムゾン・エンパイア（リリー＝カペラ）
- クロスエッジ（2008年 - 2009年、オリカ・ネストミール）- 2作品
- D.C.II P.S. 〜ダ・カーポII〜 プラスシチュエーション（アイシア）
- どきどき魔女神判2（比路ソフィ）
- ナイトウィザード The VIDEO GAME 〜Denial of the World〜（志宝エリス）
- マナケミア2 〜おちた学園と錬金術士たち〜（ぷによ）
- メモリーズオフ6 〜T-wave〜（2008年 - 2009年、 春日結乃）- 2作品

2009年
- クリムゾン・ロワイヤル（リリー＝カペラ）
- シャイニング・フォース フェザー（ココット）
- ロロナのアトリエ 〜アーランドの錬金術士〜（ホム〈女〉）

2010年
- D.C.I&II P.S.P. 〜ダ・カーポI&II〜 プラスシチュエーション ポータブル（アイシア）
- 白銀のカルと蒼空の女王（ユーネ・グロースタ）
- ファイト一発!充電ちゃん!!CC（近江はこね）
- L@ve once シリーズ（2010年 - 2012年、橘和翠）- 3作品

2011年
- SANGOKU CHAOS 〜三国カオス〜（聖封天女羽音）

2012年
- D.C.III 〜ダ・カーポIII〜 シリーズ（2012年 - 2012年、芳乃シャルル / シャルル・マロース） - 2作品

2013年
- スロッターマニアV 絶対衝激II（広石倫）

2014年
- 百女神ばすたぁ〜ず（ポートン、ラーフカ、アスク）

2016年
- ヴィーナス†ブレイド（妖刀エペタム、魔神剣バロール）

2018年
- Sdorica（闇月）

2020年
- ラストオリジン（鉄血のレオナ、GS-10 サンドガール、フロストサーペント）
- メガミヒストリア（マーリン、アリス）

2021年
- BORDER BREAK（ユニちゃん）

### パチスロ
- 絶対衝激 〜PLATONIC HEART〜（2009年、広石倫）
  - 絶対衝激II 〜PLATONIC HEART〜（2013年、広石倫）
  - 絶対衝激III 〜PLATONIC HEART〜（2021年、広石倫[27]）

### 吹き替え
- ちびっこギャング コンテスト必勝大作戦（2014年、ダーラ）
- アバローのプリンセス エレナ（2017年 - 、オリビア）

### ドラマCD
2005年
- D.C.S.S. 〜ダ・カーポ セカンドシーズン〜 初音島・非公式新聞部特大号！（アイシア）

2006年
- アルトネリコ 世界の終わりで詩い続ける少女（オリカ・ネストミール）
- D.C.S.S. 〜ダ・カーポ セカンドシーズン〜 外伝ドラマVol.1 - 3（アイシア）
- Strawberry Panic ル・リム編 お姉さまとメイドそうどう（夏目檸檬）
- 姫様ご用心 姫様と9つの王冠（ナーナ）

2007年
- 聖痕のクェイサー 〜皇女の卵〜（カーチャ）
- ぷちモン（リンゴ）
- マジカノ〜魔女の森のリンゴ狩り〜（メリッサ・メイルシュトローム）
- ナイトウィザード The ANIMATION Characters Vol.1 - 5（志宝エリス）

2008年
- どきどき魔女神判2 ドラマCD～魔女とアクジ、かれ～なる？大作戦。そして伝説へ～（比路ソフィ）
- ドラマCD「アルトネリコ2 世界に響く少女たちの創造詩」Vol.3、4（ジャクリ）
- TVアニメ『かのこん』ドラマCD〜今日は記念日？ちずると耕太の初デート〜（高菜キリコ）
- CHAOS;HEAD ドラマCD -The parallel bootleg-（西條七海）
- THOR CODE ドラマCD（乙藤巽）
  - THOR CODE ドラマCD 零 メガミマガジン100号記念オリジナル企画（乙藤巽）

- ナイトウィザードファンブック フライ・ミー・トゥ・ザ・ムーン ボイスドラマ「無常の月」（蘭堂舞）

2009年
- カオスヘッド オーディオシリーズ・コンプリートボックス（西條七海）
- ナイトウィザード The 2nd Edition ファンブック スターダスト・ティアーズ ボイスドラマ「新訳・星を継ぐ者〜篝〜」（猫）
- ナイトウィザード 2nd Edition ファンブック オペレーション・ケイオス ボイスドラマ「蘇りし友、来たり」（ルー＝サイファー）

2010年
- Voice de トウコウスフィア〜Ar tonelico Supporter's Disc〜（オリカ・ネストミール）
- ドラマCD『アルトネリコ3 世界終焉の引鉄は少女の詩が弾く』sideフィンネル-After story-、sideティリア-After story-（2010年 - 2011年、ジャクリ、オリカ・ネストミール）

2012年
- ぱる高演劇部（横村明菜）
- D.C.III 〜ダ・カーポIII〜 ドラマCDコレクション vol.1 - 5（2012年 - 2013年、芳乃シャルル）

2013年
- 科学アドベンチャーシリーズ スペシャルドラマCD 怱卒連鎖のトリプティック（西條七海）

2020年
- ドラマCD ミッドナイトクライシス【プロメテウスの幻想曲】（サリー・シュタイン）

### ナレーション
- しあわせ配達タネコ（読売テレビ）

### ラジオ
※はインターネット配信。
2000年代
- 庄子・宮崎・斎藤の放課後ひみつ会議（2004年 - 2005年）
- 涼と羽衣の輝け!まじかる探検隊っ!（2004年 - ？、アニメイトTV）
- クローバーの夜遊びカーニバル（2005年 - 2007年）
- すずのcafe curio（2005年）
- 初音島放送局S.S.（2005年 - 2006年）
- RADIOアニメロミックス（2005年 - 2006年）
- ドラマティック・エンジェル（2005年 - 2006年）
- 宮崎羽衣のうぃ・らぶ・いっと!（2005年 - 2008年）
- 良子と羽衣の姫様放送局（2006年）
- Giftにじいろホームルーム（2006年）
- すももらじお（2006年 - 2007年）
- 宮崎羽衣のナイトういういざーど（2007年 - 2008年、アニスタ.TV）
- 羽衣と社長のノープランノーカットラジオ（2008年 - 2009年）※不定期更新
- 羽衣と裕佳梨のまかでみ☆RADIO（2008年、アニスタ.TV）
- 宮崎羽衣の危ういラジオ（2009年 - 2012年、HiBiKi Radio Station）

2010年代
- VOICHA!RADIO（2010年 - 2011年、HiBiKi Radio Station）
- 聡美と羽衣のR@DIO ONCE（2010年 - 2011年、ラジオ大阪・HiBiKi Radio Station）
- 風見学園新聞部（2012年 - 2013年、HiBiKi Radio Station）

### ラジオCD
- 初音島放送局S.S. Vol.1 - 3（2005年 - 2006年）
- すももらじお 銀鱈の乱～地上最強のヨメ対決勃発！～（2007年5月9日）
- 羽衣と裕佳梨のまかでみ☆RADIO（2009年2月25日）
- 聡美と羽衣のR@DIO ONCE スペシャル・ラジオCD（2010年11月22日）
- 聡美と羽衣のR@DIO ONCE ラジオCD VOL.1（2010年12月22日）
- 風見学園新聞部 ラジオCD vol.1 - 3（2012年 - 2013年）
- ラジオCD「井ノ上奈々の2〜3次元同好会」Vol.5（2014年9月24日）

### オリジナルビデオ
- CROSS OVER（2005年、宮崎ウイ）
- RAY（2005年、江原朋美）
- 硝子のファンタジア（2006年、カノン）
- パルフェ Another Story（2006年、風美由飛）

### テレビ番組
- gammyの必萌仕事人（第10回ゲスト）
- 萌えドルが来る！Mai:lish vs RPE（2004年5月 - 2005年3月）
- アキハバラ情報局with GATV（2005年4月 - 9月）
- クローバーのお休み前の1本（2005年10月 - 2006年10月）
- アニメ天国（2007年、第102回ゲスト）
- アニメぱらだいす!（2008年、第803話ゲスト）
- アニぱら音楽館（2008年、233のゲスト）

### Webテレビ番組
- ANIMON TV（YouTube）
- @Tunes.（第41・57・80・148回ゲスト）
- 風見学園新聞部 活動報告〜体験入部者は君だ!〜（ニコニコ生放送：2013年1月19日、2月16日、3月16日。全3回配信）

### 映像商品
時期不明
- すもももももも〜地上最強のヨメ〜 DVD第9巻（映像特典：DVD第1巻発売記念トークショー）

2006年
- Strawberry Panic DVD Special Limited Box II（映像特典：聖アストラエア合同入学式イベントダイジェスト、7月25日）
- Strawberry Panic DVD Special Limited Box V（映像特典：聖アストラエア合同談話室(中原麻衣＆宮崎羽衣)、10月25日）

2013年
- ファイト一発!充電ちゃん!! Blu-ray BOX（3月22日、特典映像出演）

## ディスコグラフィ

### シングル
| 枚   | 発売日         | タイトル                          | 規格品番          | 規格品番   | オリコン 最高位 |
| 枚   | 発売日         | タイトル                          | 初回限定盤 /DVD付 | 通常盤     | オリコン 最高位 |
| ---- | -------------- | --------------------------------- | ----------------- | ---------- | --------------- |
| ※    | 2005年2月25日  | マジカルちょーだいっ              |                   | FCCM-65    | 136位           |
| 1st  | 2005年12月7日  | Girl Meets Boy                    | LACM-4234         | 113位      |                 |
| 2nd  | 2006年5月10日  | ココロドキドキ                    | LACM-4260         | 65位       |                 |
| 3rd  | 2007年2月21日  | まもらせて…                       | LACM-4350         | 81位       |                 |
| 4th  | 2007年6月27日  | Happy Toy☆.                       | LACM-4385         | 57位       |                 |
| 5th  | 2007年11月21日 | KURENAI                           | VGCD-50006        | VGCD-1028  | 36位            |
| 6th  | 2008年4月23日  | PHOSPHOR                          | FVCG-1025         | FVCG-1026  | 43位            |
| 7th  | 2008年8月27日  | Happy Succession                  | FVCG-1038         | FVCG-1049  | 84位            |
| 8th  | 2009年5月27日  | キズナノ唄                        | FVCG-1089         | FVCG-1090  | 49位            |
| 9th  | 2009年12月22日 | ルピナス〜幸せの風〜              |                   | FVCG-1098  | 105位           |
| 10th | 2010年9月22日  | Sweet Heaven                      | AVCA-29817/B      | AVCA-29818 | 144位           |
| 11th | 2011年4月20日  | 一度きりのLove Story/Last be Love |                   | AVCA-29891 | 103位           |

### コラボレーション・シングル
| 枚  | 発売日         | タイトル          | 規格品番  | 名義                         |
| --- | -------------- | ----------------- | --------- | ---------------------------- |
| 1st | 2005年12月28日 | エガオヲミセテ    | EVCS-1001 | 阿部玲子・宮崎羽衣・近江知永 |
| 2nd | 2006年8月30日  | ミキサー×マジック | EVCM-1001 | 阿部玲子・宮崎羽衣・近江知永 |

### アルバム
| 枚  | 発売日        | タイトル | 規格品番   | 規格品番  | オリコン 最高位 |
| 枚  | 発売日        | タイトル | 初回限定盤 | 通常盤    | オリコン 最高位 |
| --- | ------------- | -------- | ---------- | --------- | --------------- |
| 1st | 2009年8月26日 | UI1      | FVCG-1095  | FVCG-1096 | 79位            |

### 映像作品

#### ライブ映像
| 枚  | 発売日        | タイトル                             | 規格品番  |
| --- | ------------- | ------------------------------------ | --------- |
| 1st | 2010年5月26日 | UI MIYAZAKI 1st LIVE TOUR 2009 "UI1" | RADM-0001 |

#### その他ライブ映像
- アニぱら音楽館 EXTREME LIVE（2007年8月22日）
- RAMS LIVE FESTIVAL 2007（2008年3月12日）

### タイアップ曲
| 楽曲                                   | タイアップ                                                                          | 時期   |
| -------------------------------------- | ----------------------------------------------------------------------------------- | ------ |
| マジカルちょーだいっ                   | テレビアニメ『まじかるカナン』オープニングテーマ                                    | 2005年 |
| ふたりみらい                           | PS2専用ゲームソフト『ショコラ 〜maid cafe "curio"〜』エンディングテーマ             | 2005年 |
| まもらせて…                            | テレビアニメ『MASTER of EPIC The AnimationAge』エンディングテーマ                   | 2007年 |
| KURENAI                                | テレビアニメ『ナイトウィザード The ANIMATION』オープニングテーマ                    | 2007年 |
| Fates                                  | ゲーム『ナイトウィザード The VIDEO GAME 〜Denial of the World〜』エンディングテーマ | 2008年 |
| PHOSPHOR                               | テレビアニメ『かのこん』オープニングテーマ                                          | 2008年 |
| STRATEGY                               | Webラジオ『かのこんラジオ 〜耕太とちずるのゆやよん成長日記〜』オープニングテーマ    | 2008年 |
| キズナノ唄                             | テレビアニメ『タユタマ -Kiss on my Deity-』エンディングテーマ                       | 2009年 |
| time〜僕らがまだ知らないチカラ〜       | テレビ番組『アニソンぷらす』2009年5月度オープニングテーマ                           | 2009年 |
| time〜僕らがまだ知らないチカラ〜       | Webラジオ『タユタマらじお -昼下がりの嫁たち-』オープニングテーマ                    | 2009年 |
| ルピナス〜幸せの風〜                   | OVA『かのこん〜真夏の大謝肉祭〜』エンディングテーマ                                 | 2009年 |
| Happy Succession                       | ゲーム『かのこん えすいー』オープニングテーマ                                       | 2009年 |
| Time Limit                             | PS2専用ゲームソフト『かのこん えすいー』挿入歌                                      | 2009年 |
| 宇宙のステンシル                       | PSP専用ゲームソフト『Remember11 -the age of infinity-』オープニングテーマ           | 2009年 |
| キレナイナイフ                         | PSP専用ゲームソフト『Remember11 -the age of infinity-』エンディングテーマ           | 2009年 |
| 希望の空                               | オンラインゲーム『キノスワールド〜騎士集結〜』オープニングテーマ                    | 2009年 |
| Sweet Heaven                           | ゲーム『L@ve once』イメージソング                                                   | 2010年 |
| Sweet Heaven                           | ラジオ番組『聡美と羽衣のR@DIO ONCE』オープニングテーマ                              | 2010年 |
| Lasting Blue                           | ラジオ番組『宮崎羽衣の危ういラジオ』オープニングテーマ                              | 2010年 |
| 一度きりのLove Story                   | ゲーム『L@ve once -mermaid's tears-』オープニングテーマ                             | 2011年 |
| 目撃者〜MY dear 荒野に咲く花のように〜 | ゲーム『SANGOKU CHAOS 〜三国カオス〜』オリジナルテーマソング                        | 2011年 |

### キャラクターソング
| 発売日   | 商品名                                                                 | 歌 | 楽曲                                                                  | 備考                                                           |
| 2005年   | 2005年                                                                 | 2005年 | 2005年                                                                | 2005年                                                         |
| -------- | ---------------------------------------------------------------------- | --- | --------------------------------------------------------------------- | -------------------------------------------------------------- |
| 9月7日   | D.C.S.S. Character Song Aisia                                          | アイシア（宮崎羽衣）                                                                                                 | 「Magical signal!!」 「Happy Endにしましょ？」                        | テレビアニメ『D.C.S.S. 〜ダ・カーポ セカンドシーズン〜』関連曲 |
| 10月26日 | D.C.S.S. VOCAL ALBUM Vol.1                                             | アイシア（宮崎羽衣）                                                                                                 | 「Smiley Clover」                                                     | テレビアニメ『D.C.S.S. 〜ダ・カーポ セカンドシーズン〜』関連曲 |
| 10月26日 | D.C.S.S. VOCAL ALBUM Vol.1                                             | 朝倉音夢（野川さくら）、アイシア（宮崎羽衣）                                                                         | 「ラブベリー」                                                        | テレビアニメ『D.C.S.S. 〜ダ・カーポ セカンドシーズン〜』関連曲 |
| 2006年   |                                                                        | |                                                                       |                                                                |
| 3月8日   | 迷い姫ぱにっく                                                         | ナーナ（宮崎羽衣）                                                                                                   | 「クレヨン」                                                          | テレビアニメ『姫様ご用心』関連曲                               |
| 4月26日  | 百発百中とらぶるん♪                                                    | 姫子（新谷良子）とナーナ（宮崎羽衣）                                                                                 | 「百発百中とらぶるん♪」                                               | テレビアニメ『姫様ご用心』オープニングテーマ                   |
| 4月26日  | 百発百中とらぶるん♪                                                    | 姫子（新谷良子）とナーナ（宮崎羽衣）                                                                                 | 「カルーアミルクのお風呂に入りたい」                                  | テレビアニメ『姫様ご用心』関連曲                               |
| 5月10日  | D.C.S.S. VOCAL ALBUM Vol.2                                             | アイシア（宮崎羽衣）                                                                                                 | 「夢・やさしくなあれ」                                                | テレビアニメ『D.C.S.S. 〜ダ・カーポ セカンドシーズン〜』関連曲 |
| 5月10日  | D.C.S.S. VOCAL ALBUM Vol.2                                             | 芳乃さくら（田村ゆかり）、アイシア（宮崎羽衣）                                                                       | 「まじかるバイバイ」                                                  | テレビアニメ『D.C.S.S. 〜ダ・カーポ セカンドシーズン〜』関連曲 |
| 6月21日  | TVアニメ『姫様ご用心』オリジナルサウンドトラック ひめごこち            | ナーナ（宮崎羽衣）                                                                                                   | 「望郷の唄」                                                          | テレビアニメ『姫様ご用心』挿入歌                               |
| 8月30日  | RAY THE ANIMATION SOUND TRACK Vol.2                                    | アカリボン（宮崎羽衣）                                                                                               | 「ADORATION」                                                         | テレビアニメ『RAY THE ANIMATION』関連曲                        |
| 12月21日 | Sumomomo,momomo CHARACTER SONG CD                                      | 巳屋本いろは（宮崎羽衣）                                                                                             | 「乙女ちっくに斬りたいの」                                            | テレビアニメ『すもももももも〜地上最強のヨメ〜』関連曲         |
| 12月27日 | Gift〜eternal rainbow〜 キャラクターソングミニアルバム                 | 木之坂霧乃（宮崎羽衣）                                                                                               | 「虹色の涙」                                                          | テレビアニメ『Gift〜eternal rainbow〜』関連曲                  |
| 2007年   |                                                                        | |                                                                       |                                                                |
| 3月21日  | Sumomomo,momomo CHARACTER SONG CD 2                                    | 巳屋本いろは（宮崎羽衣）、半蔵（鈴木千尋）                                                                           | 「煩悩乱れ桜也」                                                      | テレビアニメ『すもももももも〜地上最強のヨメ〜』関連曲         |
| 3月21日  | Sumomomo,momomo CHARACTER SONG CD 2                                    | 九頭竜もも子（鹿野優以）、巳屋本いろは（宮崎羽衣）、中慈馬早苗（平野綾）                                             | 「ミツドモエモーション」                                              | テレビアニメ『すもももももも〜地上最強のヨメ〜』関連曲         |
| 6月27日  | Sumomomo,momomo CHARACTER SONG CD 3                                    | 九頭竜もも子（鹿野優以）、巳屋本いろは（宮崎羽衣）、中慈馬早苗（平野綾）                                             | 「最強○×計画」                                                        | テレビアニメ『すもももももも〜地上最強のヨメ〜』関連曲         |
| 6月27日  | Sumomomo,momomo CHARACTER SONG CD 3                                    | 九頭竜もも子（鹿野優以）、犬塚孝士（高橋広樹）、巳屋本いろは（宮崎羽衣）、中慈馬早苗（平野綾）                       | 「Big Smile Days◎」                                                   | テレビアニメ『すもももももも〜地上最強のヨメ〜』関連曲         |
| 12月7日  | ナイトウィザード The ANIMATION Characters Vol.1 志宝エリス             | 志宝エリス（宮崎羽衣）                                                                                               | 「Satisfaction」                                                      | テレビアニメ『ナイトウィザード The ANIMATION』関連曲           |
| 2008年   |                                                                        | |                                                                       |                                                                |
| 10月22日 | 絶対音楽集〜プラスティックバード〜                                     | 広石倫（宮崎羽衣）                                                                                                   | 「さえづりメイドでつかまえて！」                                      | OVA『絶対衝激 〜PLATONIC HEART〜』挿入歌                       |
| 10月29日 | Memories Off 6 〜T-wave〜 PERSONAL COLLECTION 5 春日結乃               | 春日結乃（宮崎羽衣）                                                                                                 | 「ハルカ カナタ」                                                     | ゲーム『メモリーズオフ6 〜T-wave〜』エンディングテーマ         |
| 11月5日  | M☆O☆S☆O乱舞                                                            | MA♡chu♡RI | 「M☆O☆S☆O乱舞」                                                       | テレビアニメ『まかでみ・WAっしょい！』オープニングテーマ       |
| 11月5日  | M☆O☆S☆O乱舞                                                            | 羽瀬川鈴穂（宮崎羽衣）                                                                                               | 「M☆O☆S☆O乱舞」                                                       | テレビアニメ『まかでみ・WAっしょい！』関連曲                   |
| 12月3日  | 奇跡の降る夜〜Crystal Christmas                                        | MA♡chu♡RI | 「奇跡の降る夜〜Crystal Christmas」                                   | テレビアニメ『まかでみ・WAっしょい！』挿入歌                   |
| 12月24日 | CHAOS;HEAD NOAH〜TRIGGER 1〜                                           | 西條七海（宮崎羽衣）                                                                                                 | 「Love Power」                                                        | ゲーム『CHAOS;HEAD NOAH』関連曲                                |
| 2011年   |                                                                        | |                                                                       |                                                                |
| 5月25日  | S@ng once                                                              | 橘和翠（宮崎羽衣）                                                                                                   | 「Far away」                                                          | ゲーム『L@ve once -mermaid's tears-』関連曲                    |
| 2012年   |                                                                        | |                                                                       |                                                                |
| 8月26日  | D.C.III 〜ダ・カーポIII〜 キャラクターソングコレクション vol.1         | 芳乃シャルル（宮崎羽衣）                                                                                             | 「Touchy/Feely」                                                      | ゲーム『D.C.III 〜ダ・カーポIII〜』関連曲                      |
| 2013年   |                                                                        | |                                                                       |                                                                |
| 1月23日  | サクラハッピーイノベーション                                           | 森園立夏（新田恵海）、芳乃シャルル（宮崎羽衣）、葛木姫乃（佐々木未来）、瑠川さら（桜咲千依）、陽ノ下葵（海保えりか） | 「サクラハッピーイノベーション」                                      | テレビアニメ『D.C.III 〜ダ・カーポIII〜』オープニングテーマ    |
| 1月23日  | サクラハッピーイノベーション                                           | 風見学園新聞部 | 「サクラサクミライコイユメ」                                          | テレビアニメ『D.C.III 〜ダ・カーポIII〜』関連曲                |
| 1月25日  | D.C.III 〜ダ・カーポIII〜 ドラマCDコレクション vol.5 feat.芳乃シャルル | 芳乃シャルル（宮崎羽衣）                                                                                             | 「さよならの向こう側で（Charles in KARAOKE room Sweet Winter Ver.）」 | ゲーム『D.C.III 〜ダ・カーポIII〜』関連曲                      |

### その他参加楽曲
| 発売日         | 商品名                                                          | 歌 | 楽曲                                    | 備考                                                                    |
| -------------- | --------------------------------------------------------------- | --- | --------------------------------------- | ----------------------------------------------------------------------- |
| 2005年7月21日  | ショコラ〜maid cafe "curio"〜 original vocal album ふたりみらい | 宮崎羽衣 | 「ふたりみらい」                        | PS2専用ゲームソフト『ショコラ 〜maid cafe "curio"〜』エンディングテーマ |
| 2007年11月22日 | Pray For Happiness                                              | 野川さくら、宮崎羽衣、YOFFY & IMAJO、酒井香奈子、井ノ上奈々、近江知永、庄子裕衣、阿部玲子、三好麻美、山村響 | 「Pray For Happiness」                  | ライブイベント『RAMS LIVE FESTIVAL 2007』テーマソング                   |
| 2007年11月22日 | Pray For Happiness                                              | 野川さくら、宮崎羽衣、YOFFY & IMAJO、酒井香奈子、井ノ上奈々、近江知永、庄子裕衣、阿部玲子、三好麻美、山村響 | 「Pray For Happiness（Acoustic Ver.）」 |                                                                         |

### CD未収録
- アザヤカな勇気（2006年）
  - PS2専用ゲームソフト『パルフェ -Chocolat Second Style-』風美由飛ED
- 目撃者〜MY dear 荒野に咲く花のように〜（2011年）

## その他

### TRPGリプレイ
- ナイトウィザード リプレイ「月は無慈悲な夜の女王」（蘭堂舞のプレイヤー） ※ナイトウィザードファンブック「フライ・ミー・トゥ・ザ・ムーン」所収